# Александровское убежище
Моско́вское Алекса́ндровское убе́жище для уве́чных и престаре́лых во́инов — бывший инвалидный дом под Москвой близ села Всехсвятского (ныне район станции метро «Аэропорт»).
Был открыт в 1878 году для ветеранов Русско-турецкой войны. При нём существовал храм Александра Невского, несколько жилых и хозяйственных построек. В Александровском убежище могло проживать до 120 человек. После Октябрьской революции Александровское убежище было преобразовано в опытно-показательную колонию для инвалидов имени Карла Маркса. На базе колонии были открыты профтехшкола для инвалидов и протезный завод. После Великой Отечественной войны эти учреждения прекратили своё существование. Ни одна из построек Александровского убежища до нашего времени не сохранилась.

## История

### Российская империя
Во время Русско-турецкой войны 1877—1878 годов раненых солдат эвакуировали в Москву и размещали во временных госпиталях, устроенных на средства благотворителей. Когда после окончания войны госпитали стали закрываться, появилась необходимость в создании приютов для солдат-инвалидов, неспособных к труду. У многих из них не было родственников и постоянного места проживания.
В 1878 году было принято решение о создании приюта для увечных и престарелых воинов. Для него был выделен участок земли площадью 13,5 десятин, расположенный у западной стороны Петербургского шоссе близ села Всехсвятского. Это был пустырь, покрытый пнями, куда крестьяне Всехсвятского выгоняли скот. Ранее там находилась часть Малой Всехсвятской рощи — лесного массива, в котором росли преимущественно сосны. Министерство государственных имуществ предоставило земельный участок в безвозмездное пользование приюту на время его существования. Устройством убежища активно занялась известная московская благотворительница Александра Николаевна Стрекалова, которая включила учреждаемое заведение в находившееся под её председательством Общество поощрения трудолюбия в Москве. Средства для строительства убежища жертвовали многие благотворители. 20 августа (1 сентября) 1878 года приют был открыт в составе четырёх жилых домов. В память об императоре Александре II, погибшем в 1881 году в результате теракта, убежище было названо Александровским.
Постоянно приходили крупные пожертвования постройку новых домов убежища, на ведение хозяйства и в фонд, на проценты с которого содержались призреваемые. Кроме того на содержание приюта поступал доход от часовни Александра Невского, стоявшей на Манежной площади напротив гостиницы «Националь». Попечителями Александровского убежища являлись княгиня Е. Ф. Шаховская-Глебова-Стрешнева, промышленники Торлецкие и многие другие. В 1897 году годовые расходы на содержание убежища составляли 21 074 руб. 96 коп.

Вскоре после создания Александровское убежище было благоустроено. В центральной его части разбили парк с фонтанами и клумбами. Было организовано водоснабжение: вода поступала по подземным трубам из пяти обычных и одного большого колодца. Территория Александровского убежища была окружена валом, подобно военному лагерю. Над главными воротами убежища находилась железная арка с надписью: 
Состоящее подъ Высочайшимъ покровительствомъ Ея Императорскаго Величества Государыни Императрицы Маріи Ѳеодоровны Александровское убѣжище для увѣчныхъ, престарѣлыхъ и неизлѣчимо-больныхъ воиновъ
В 1883 году в Александровском убежище был построен храм Александра Невского. В 1893 году по инициативе заведующего убежищем генерал-лейтенанта Д. В. Мерчанского рядом был построен Алексеевский приют для офицеров. В мае 1898 года Александровскому убежищу отвели участок Малой Всехсвятской рощи, который был благоустроен и превращён в парк.
Ветераны жили в Александровском убежище на полном пансионе. Желающие могли заниматься ремёслами и посещать храм. Помимо жилья инвалидам предоставлялась еда, одежда и медицинская помощь.

### Советский период
В мае 1917 года территория убежища вошла в состав Москвы. В ноябре 1918 года, к первой годовщине Октябрьской революции, Александровское убежище было переименовано в «Образцовый дом инвалидов имени Карла Маркса». Позднее учреждение было известно под названием «Колония имени Карла Маркса». По сведениям 1923 года, в ней содержалось около 200 человек, частично потерявших трудоспособность, многие из которых был инвалидами Первой мировой и Гражданской войн. По данным 1924 года там проживало уже около 400 человек; преобладали инвалиды с потерей руки, ноги, а также с контузией.
В колонии имелись 4 оранжереи с центральным водяным отоплением и электрическим освещением, являвшиеся одной из основных статей дохода. Имелось молочное хозяйство, конюшня, были свои племенные свиньи, кролики, птицы. Действовали сапожные и портновские мастерские. В каждой из них было до 100 человек учеников, которыми руководили инвалиды-специалисты. Мастерские принимали в том числе частные заказы.
Инвалиды жили в домах, каждый из которых был рассчитан на 12 человек. Была общая столовая, где ежедневно подавали мясо. Были свой доктор, аптека, баня, прачечная. В здании бывшего храма Александра Невского размещался клуб с библиотекой. С утра до 5 часов вечера инвалиды работали. После ужина и небольшого отдыха отправлялись на подготовительные курсы, работавшие до 10 часов вечера.
16 декабря 1923 года в колонии был открыт 1-й центральный техникум НКСО для инвалидов имени Карла Маркса. Имелось два факультета: 1) сельскохозяйственный, с отделениями цветоводства, огородничества, мелкого животноводства и птицеводства; 2) ремесленный, в составе портновского, сапожного и мыловаренного отделений. Срок обучения составлял один год. В 1924 году техникум торжественно отпраздновал первый выпуск 130 инвалидов-курсантов; на церемонии присутствовал наркомсобес Н. А. Милютин. В 1925 году были открыты курсы по подготовке практических работников по инвалидной кооперации.
В дальнейшем техникум был известен как «1-я центральная профтехническая школа инвалидов имени Карла Маркса», а трамвайная остановка рядом с ним получила название «Профтехшкола инвалидов». В 1928 году в профтехшколе были выявлены случаи протекционизма и кумовства, после чего в её администрации были проведены «чистки». В 1930 году при профтехшколе был построен большой трёхэтажный корпус, первоначально предназначавшийся для швейной, обувной и химической фабрики (архитектор А. М. Браиловский). Предполагалось, что там будут работать около 1000 инвалидов труда и Гражданской войны. В здании также разместилось общежитие для инвалидов.
В 1931 году появились планы строительства на территории Александровского убежища Института инвалидов. Из запроектированных архитектором М. Я. Гинзбургом четырёх корпусов был построен только один — Центральный дом инвалидов (ныне ул. Острякова, дом 3). Архитектору не предоставили возможность вести авторский надзор за постройкой, в результате чего имело место настолько сильное отклонение от проекта, что М. Я. Гинзбург через прессу ставил вопрос о снятии с него авторства.
В построенном в 1930 году здании фабрики начал работу протезно-ортопедический завод имени Карла Маркса. Хотя предполагалось, что на заводе будут работать почти исключительно инвалиды, по сведениям 1937 года их доля составляла всего 31%. По сведениям 1939 года на заводе работало около 600 человек. Ежегодно на завод поступало несколько десятков тысяч заказов на протезные и ортопедические изделия от инвалидов. При этом завод зачастую срывал сроки изготовления изделий. По сведениям 1944 года, на заводе изготавливалось более 50 типов различных протезных и ортопедических изделий.
В послевоенные годы завод был известен как Московское протезно-ортопедическое предприятие и значился по адресу: Ленинградский проспект, 55. В 1978 году завод переехал, а его здание вскоре было снесено. Дореволюционные постройки Александровского убежища к тому времени также были снесены. От Александровского убежища и профтехшколы инвалидов получили своё название Инвалидные улицы и Инвалидный рынок (ныне Ленинградский).

## Здания и сооружения убежища

### Храм Александра Невского
Храм Александра Невского при Александровском убежище был заложен в 1881 году Великим князем Николаем Николаевичем Старшим и освящён в 1883 году. Храм был построен в память об императоре Александре II, погибшем в 1881 году в результате покушения. Средства на строительство и отделку храма были предоставлены частными лицами и несколькими торгово-промышленными заведениями Москвы. Авторами проекта были архитекторы А. П. Попов и А. Н. Козлов. Шатровый одноапсидный храм был сооружён в традициях русской архитектуры XVII века. Церковь стала архитектурной доминантой комплекса зданий приюта. Священник и причт проживали в самом убежище. Посещать храм могли не только обитатели убежища, но и жители соседних сёл. Ежегодно 22 июля (4 августа) в храме совершалось торжественное богослужение и крестный ход к часовне Марии Магдалины.
Вскоре после строительства из-за роста числа прихожан появилась необходимость расширить храм. В 1892 году архитектором В. П. Загорским был разработан проект перестройки храма. Была увеличена площадь трапезной, алтаря и построена шатровая колокольня. В апреле 1923 года храм был закрыт властями. В первой половине 1960-х здание было снесено.

### Алексеевский приют
Алексеевский приют для раненых, увечных и престарелых офицеров был основан в 1893 году по инициативе заведующего Александровским убежищем генерал-лейтенанта Д. В. Мерчанского. На строительство приюта вдова почётного гражданина Москвы Варвара Андреевна Алексеева пожертвовала 100 000 рублей. Алексеевский приют разместился в двухэтажном доме, построенном в итальянском стиле архитектором И. П. Залесским. Приют располагался в восточной части Александровского убежища и был обращён фасадом к Петербургскому шоссе. Александровское убежище и Алексеевский приют составляли единый комплекс благотворительных учреждений. В здании Алексеевского приюта находился один общий зал, столовая, ванная, библиотека, кухня и подвал. В доме была проведена вода; во дворе — разбит садик с газонами и клумбами. Здание имело коридорную систему, у каждого офицера была отдельная комната. Приют был рассчитан для проживания 10 человек. Офицеры жили на полном содержании, им предоставлялась одежда, бельё, обувь, обед из двух блюд, ужин из двух блюд и чай дважды в день. Офицеров периодически навещал врач Александровского убежища. В 1910-х годах здание приюта было передано под общежитие Императорского Московского общества воздухоплавания. В советское время здание Алексеевского приюта было снесено.

### Часовня Мари Магдалины
Часовня располагалась на Петербургском шоссе и отмечала въезд в Александровское убежище. Пожертвования из часовни шли на содержание приюта. Часовню построили в 1882—1883 годах и освятили во имя Марии Магдалины — в память о посещении Александровского убежища императрицей Марией Фёдоровной. Проект небольшой каменной часовни был составлен в 1882 году архитектором М. Г. Пиотровичем. Четырёхгранную часовню с шатром венчала небольшая главка. Вход в часовню представлял собой высокую арку с килевидным завершением. У этой часовни останавливались помолиться многие проезжавшие по Петербургскому шоссе, в том числе и члены императорской семьи. В августе 1923 года Краснопресненский райсовет поддержал ходатайство Всехсвятской пожарной команды о сносе часовни, поскольку она находилась посреди дороги и препятствовала быстрому движению пожарного обоза.

### Жилые дома
Жилые дома убежища были рублеными и имели один этаж. По словам современников, эти дома, «роскошно убранные картинками и зеленью», имели простую, но изящную архитектуру. Железные крыши были выкрашены в зелёный цвет. К 1898 году в Александровском убежище насчитывалось 15 жилых домов. Каждый имел своё имя — дома называли в честь царственных особ или благотворителей, жертвовавших средства на их постройку. Каждый дом имел 5 комнат был рассчитан на проживание 8 человек. Жилые комнаты были рассчитаны на двух человек. Над каждой кроватью к стене была прибита металлическая доска с именем ветерана. Самая большая комната располагалась в центральной части дома и служила столовой. Еду готовили на общей кухне убежища, после чего доставляли к домам. Также имелся отдельный дом для семейств некоторых из инвалидов и для отставных солдат, оказавшихся в Москве без средств и пристанища.

### Прочие постройки
- Дом управления убежищем был построен на средства К. Н. Обидиной.[2] В нём размещалась канцелярия и небольшой зал для заседаний. Дом был окружён зеленью,[46] напротив него находился фонтан.
- Царский павильон находился рядом с домом управления. Шестигранный павильон с большими стеклянными окнами был обнесён круглой террасой, по периметру были высажены деревья. В царском павильоне находилась модель памятника императору Александру II работы мюнхенского скульптора Гессе, а также бюсты Александра III и покровительницы убежища императрицы Марии Фёдоровны.[47]
- Хозяйственный дом имени Императрицы Марии Александровны был сооружён на средства благотворителей.[2] Это было довольно большое двухэтажное здание, в котором размещалась кухня, водогрейня, кладовые и квартиры для рабочих. В центре убежища находился хозяйственный двор с птичником. Птицеводством и овощеводством занимались только в таком объёме, чтобы обеспечивать потребности убежища.[10] Была в Александровском убежище и своя оранжерея.
- Аптека с амбулаторией выходила фасадом на Петербургское шоссе. Она предназначалась не только для Александровского убежища, но и для жителей села Всехсвятского и окрестностей.[33]
- Лазаретный дом имени императора Александра II был построен на средства благотворителей и устроен В. А. Алексеевой.[11]
- Баня занимала относительно большое здание в западной части Александровского убежища. Пользоваться ей могли жители убежища и окрестных сёл.[33]
- Прачечная была построена Г. Шерупенковым.[11]

|                  |                             |                                  |                                   |
| Аптека в 1880-х. | Дом управления в 1898 году. | Казарменный дом и баня в 1880-х. | Часовня Марии Магдалины в 1880-х. |

## Зелёные насаждения
В Александровском убежище большое внимание уделялось озеленению. В центральной части был разбит небольшой парк с дорожками, лужайками, подстриженными кустарниками. Постройки убежища были окружены зелёными насаждениями, многие дома обвивал дикий виноград. Кроме того, в Александровском убежище было множество цветов, которые росли как на клумбах в парке, так и в оранжерее. В убежище росли и фруктовые деревья. За растениями ухаживали сами ветераны.
11 (24) мая 1898 года Александровскому убежищу был выделен участок Малой Всехсвятской рощи площадью 5 десятин 2000 квадратных саженей. Спустя год роща была благоустроена и превращена в парк (ныне Чапаевский парк). Парк открыли и для жителей села Всехсвятского. По словам заведующего убежищем Д. В. Мерчанского, «роща эта приняла вид довольно красивого парка, при входе в который зрителю развёртывается совершенно иная картина: всюду встречаются тщательно разделанные по всем направлениям дорожки, аллеи, красивые клумбы цветов, оранжереи и масса деревьев».

## Расположение
Александровское убежище находилось у западной стороны Петербургского шоссе близ села Всехсвятского. С юга и запада оно граничило с Малой Всехсвятской рощей. К юго-востоку от убежища располагалось Ходынское поле.
Если судить по современной карте Москвы, то Александровское убежище занимало квартал между Ленинградским проспектом, улицей Острякова и Чапаевским парком (парком Авиаторов). Храм Александра Невского находился между домами 6 и 2/49 по улице Острякова. Алексеевский приют стоял на месте дома 47 по Ленинградскому проспекту.
- План Александровского убежища. 1892 год
- Современный план территории, где находилось убежище